# Giacomo Losi
Giacomo Losi (Soncino, 1935. szeptember 10. – 2024. február 4.) válogatott olasz labdarúgó, hátvéd, edző.

## Pályafutása
1955 és 1969 között az AS Roma labdarúgója volt. 1960 és 1962 között 11 alkalommal szerepelt az olasz válogatottban, amellyel részt vett az 1962-es chilei világbajnokságon.
1985–86-ban a Juve Stabia vezetőedzőjeként tevékenykedett.